# Habitat
Een habitat, leefgebied of leefomgeving omvat alle mogelijke plaatsen waar een bepaald organisme voorkomt. Op deze plekken voldoen zowel biotische als abiotische factoren aan de minimale levensvoorwaarden het betreffende organisme, dat wil zeggen dat deze factoren binnen de toleranties van dat organisme blijven. Hierdoor kan het op deze plaatsen overleven, groeien en zich voortplanten. In de vegetatiekunde gebruikt men voor plantensoorten en voor plantengemeenschappen gewoonlijk de term standplaats in plaats van habitat.
De natuurlijke habitat van een soort is het type leefgebied waar deze soort gewoonlijk voorkomt en zich thuisvoelt, meer in het bijzonder het leefgebied waar de soort oorspronkelijk vandaan komt. 
Het begrip habitat wordt vaak verward met het begrip biotoop. Een biotoop beschrijft het geografische gebied waar een organisme leeft, terwijl een habitat uitgaat van de biotische en abiotische levensvoorwaarden van het organisme.
Zo is in het biotoop bos de bodem de habitat voor de pissebed. De habitat van gewone dophei (Erica tetralix) wordt gekenmerkt door voedselarme, zure, en vochtige tot ronduit natte omstandigheden. De habitat van de grote brandnetel (Urtica dioica) kenmerkt zich door stikstofrijke bodems. Een winterkoning heeft zijn habitat in meerdere biotopen, zoals bos, duin, moeras en stadstuin.

## Leefomgeving
Er wordt ook wel gesproken van leefomgeving. Voor de leefomgeving van mensen is er in Nederland het Planbureau voor de Leefomgeving. Bij de leefomgeving worden onderscheiden milieu, natuur en ruimte. Zie ook Omgevingsrecht, Omgevingsvergunning en Omgevingswet.